# 不入山
不入山（いらずやま）は、高知県高岡郡津野町にあり、不入山系に属する標高1,336.2mの山である。四国百名山37番。

土佐藩のお留山であったのが山名の由来であるという説が有力である。そのため、自然が残っていて、深山幽谷の趣がある。
船戸林道は車が入れないので、林道歩きを1時間した後いよいよ登山である。途中、谷筋コースと尾根筋コースと別れるが行き帰りでそれぞれ通り稜線に出て山頂に向かうと合計2時間半ほどの歩きで自然石で作った簡素な祠と一等三角点に到達する。この山は四国で5座選ばれている一等三角点百名山の一つである。
不入山は四万十川源流である。車で源流の碑まで行って、20分ほど登れば源流点にたどり着く。